# Zeitlinie
Unter einer Zeitlinie versteht man in der Strömungslehre den augenblicklichen Ort aller Teilchen, die zu einem früheren Zeitpunkt einmal markiert wurden. 
Üblicherweise sind die Partikel zum Zeitpunkt der Markierung auf einer Linie quer zur Strömungsrichtung angeordnet.
Eine Methode zur Visualisierung von Zeitlinien ist die Wasserstoffbläschenmethode, bei der an einem im Wasser befindlichen feinen Draht durch Elektrolyse kleine Bläschen erzeugt werden, die mit der Strömung fortbewegt werden.
Zeitlinien verdeutlichen die Divergenz des Strömungsfeldes. Sie sind zusammen mit Stromlinien, Bahnlinien und Streichlinien Bestandteil des Visualisierungskonzeptes „Charakteristische Linien“.